# Torres 105 Campestre

Las Torres 105 Campestre es un complejo habitacional de tres torres ubicado específicamente en la colonia Escalón San Salvador, República de El Salvador. Es un proyecto de la Inmobiliaria Salvadoreña,  Inversiones Bolívar, consta de tres torres, una de 22, otra de 21 y otra de 17 pisos.

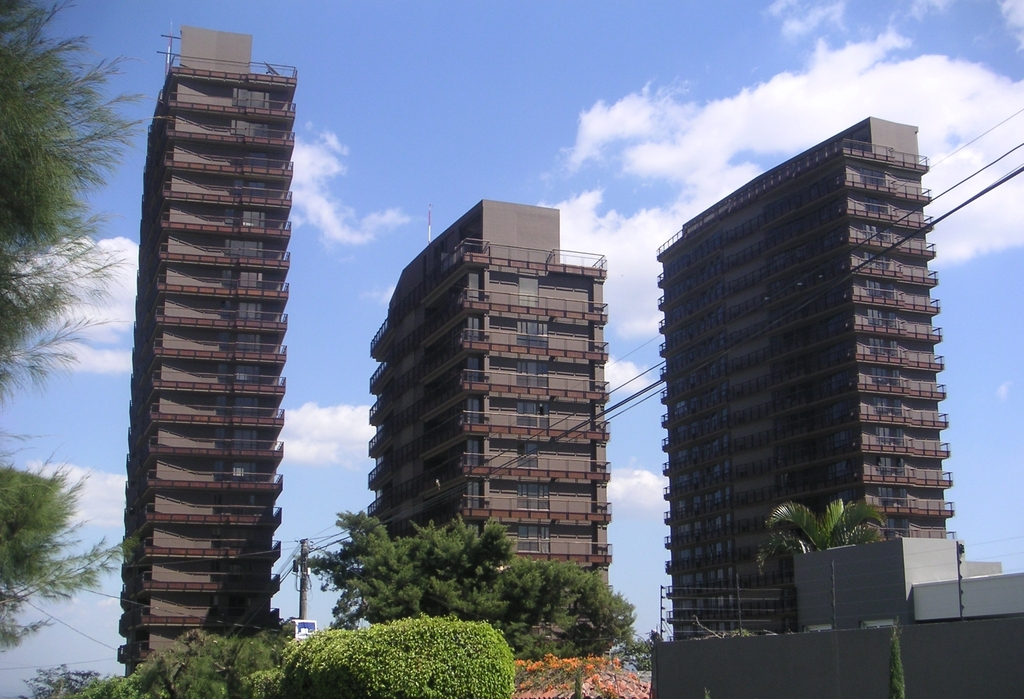
Vista en Drone de las Torres Campestre

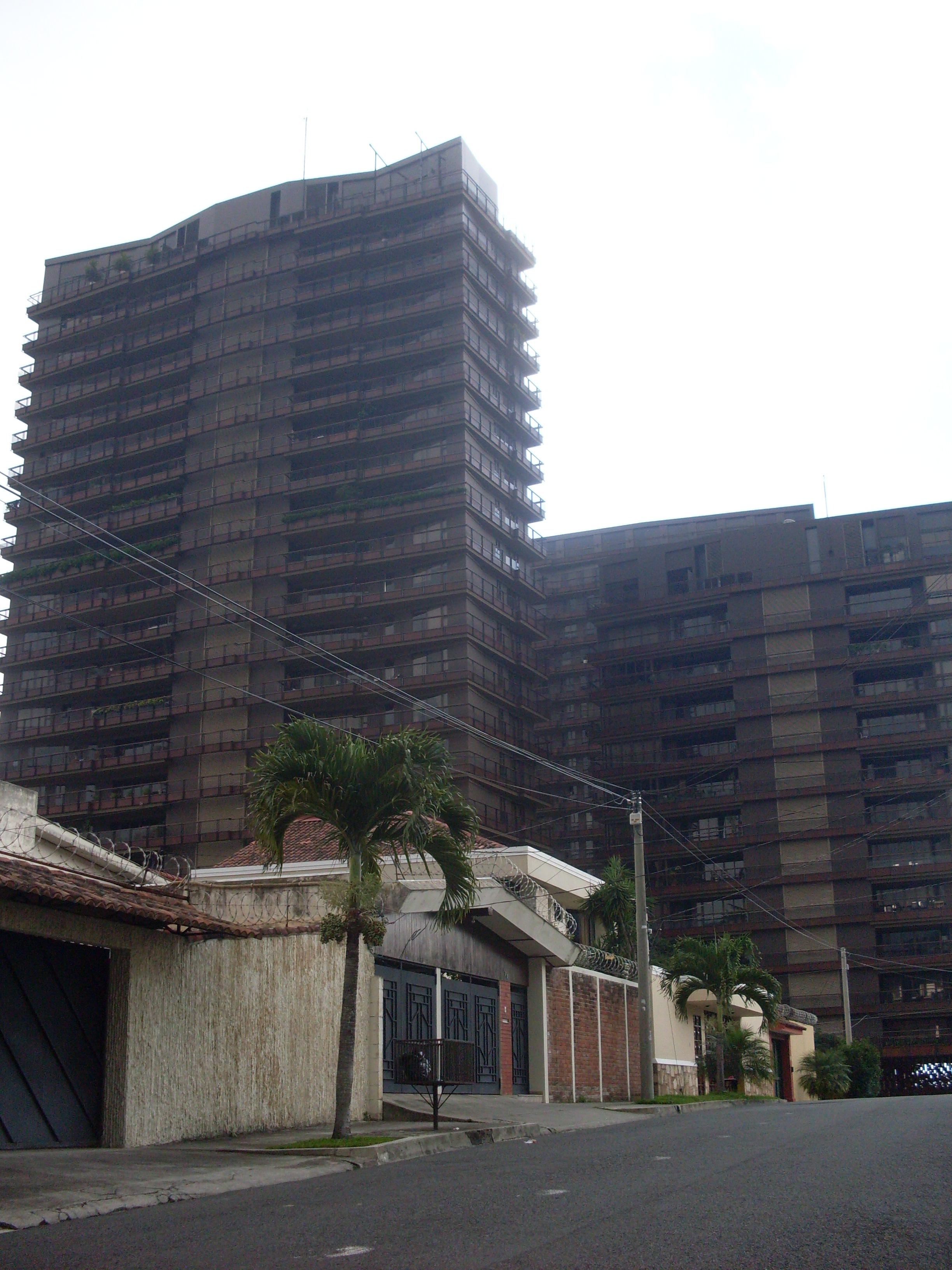
Vista de las torres 105 Campestre

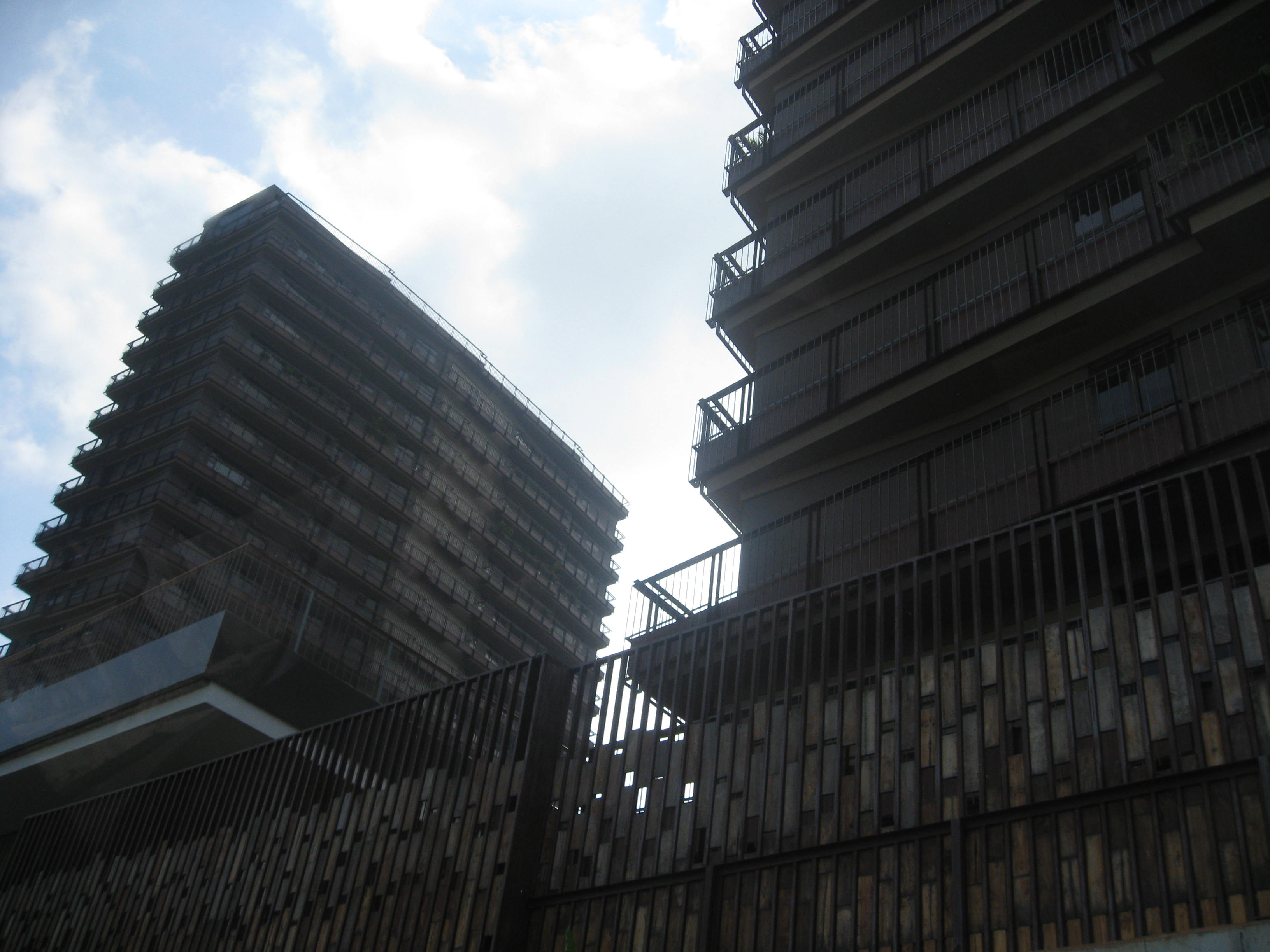
Torres Campestre

## Descripción de la obra
El arquitecto de este proyecto es Felipe Uribe, graduado de la Universidad Pontificia Bolivariana de Medellín, Colombia. Tiene una amplia experiencia en el diseño de espacios atractivos y funcionales, como la construcción de Penthouse y la Biblioteca de Empresas Públicas de Medellín, su más destacado trabajo en la arquitectura latinoamericana es el Parque de Los Deseos.

## Torre A
La Torre "A" o torre norte es la más alta de las tres torres en el Complejo Campestre, se encuentra ubicado en la Zona Norte de Escalón en la ciudad de San Salvador. Actualmente es una de las estructuras más altas de El Salvador. Esta torre fue diseñada y construida por Inversiones Bolívar y cuenta con 3 Niveles de Sótano, Primer Nivel o Vestíbulo, 21 Niveles Apartamentos y Penthouse.

### Detalles
- Ubicación: Escalón Norte, San Salvador
- Pisos: 22
- Altura: 73.25 m (240.32 pies)[8]
- Fecha de inicio: finales de 2006
- Fecha de entrega: marzo de 2009
- Instalaciones: estacionamiento, zonas verdes, Gimnasio, Piscina, pista al aire libre de campo (parte superior del edificio).

## Torre B
La 105 Campestre Torre "B" o torre sur es la segunda torre más alta del complejo de apartamentos campestre 105. Se encuentra en el Área Norte Escalón, en una de las partes más altas de la ciudad esta torre cuenda con 3 Niveles de Sótano, Primer Nivel o Vestíbulo, 18 Niveles Apartamentos y Penthouse. 

### Detalles
- Pisos: 21
- Altura: 70.05 m ( 229.82 Pies)[9]
- Fecha de inicio: finales de 2006
- Fecha de entrega: marzo de 2009

## Torre C
La 105 Torre "C" o torre occidente es parte del complejo  Campestre 105 de apartamentos, situado en el noroeste de San Salvador. Es la más pequeña de las tres y cuenta con 3 Niveles Sótano, Primer Nivel o Vestíbulo, 12 Niveles Apartamentos y Penthouse.

### Detalles
- Pisos: 15
- Altura: 50.45 m ( 165.51 Pies)[10]
- Fecha de inicio: finales de 2006
- Fecha de entrega: marzo de 2009

## Anexos
- Anexo:Edificios más altos de Centroamérica
- Anexo:Edificios de El Salvador